# ローレンス・シールズ
ローレンス・シールズ（Marion Lawrence "Larry" Shields、1895年3月5日 - 1976年2月19日）は、アメリカ合衆国の陸上競技選手である。彼は1920年に開催されたアントワープオリンピックに参加して、1500メートル競走で銅メダルを獲得した。

## 経歴
ローレンス・シールズは主に1500メートル走や1マイル走などの中距離走を得意にした選手だった。彼はIC4A（en:IC4A）の1マイル走で1920年と1922年に優勝している。
シールズが参加したアントワープオリンピックの1500メートル走は、12の国から29人の選手が出場して8月18日に予選、8月20日に決勝が行われた。シールズは予選2組で4分7秒4の記録で3位となって上位3人までが進出できる決勝に進み、決勝では4分3秒0の記録で銅メダルを獲得した。
シールズは3000メートル団体 にもこの競技で金メダルを獲得したアメリカ合衆国代表チームの一員として出場したが、チームの中で4位の成績に終わったため、金メダル獲得はならなかった。
なお、シールズは1923年から37年間、フィリップス・アカデミー・アンドーバーの教師、コーチ、同窓会理事及びアカデミー理事会の会員を務めていた。